# Nalžovy (zámek)
Zámek Nalžovy se nachází v centrální části města Nalžovské Hory, okres Klatovy. Renesanční čtyřkřídlý zámek s vnitřním nádvořím a hranolovou věží byl vybudován ve 20. letech 17. století. V polovině 18. století podstoupil barokní a kolem roku 1840 empírovou přestavbu. Zámek s přilehlým parkem a hospodářskými budovami je chráněn jako kulturní památka.

## Historie

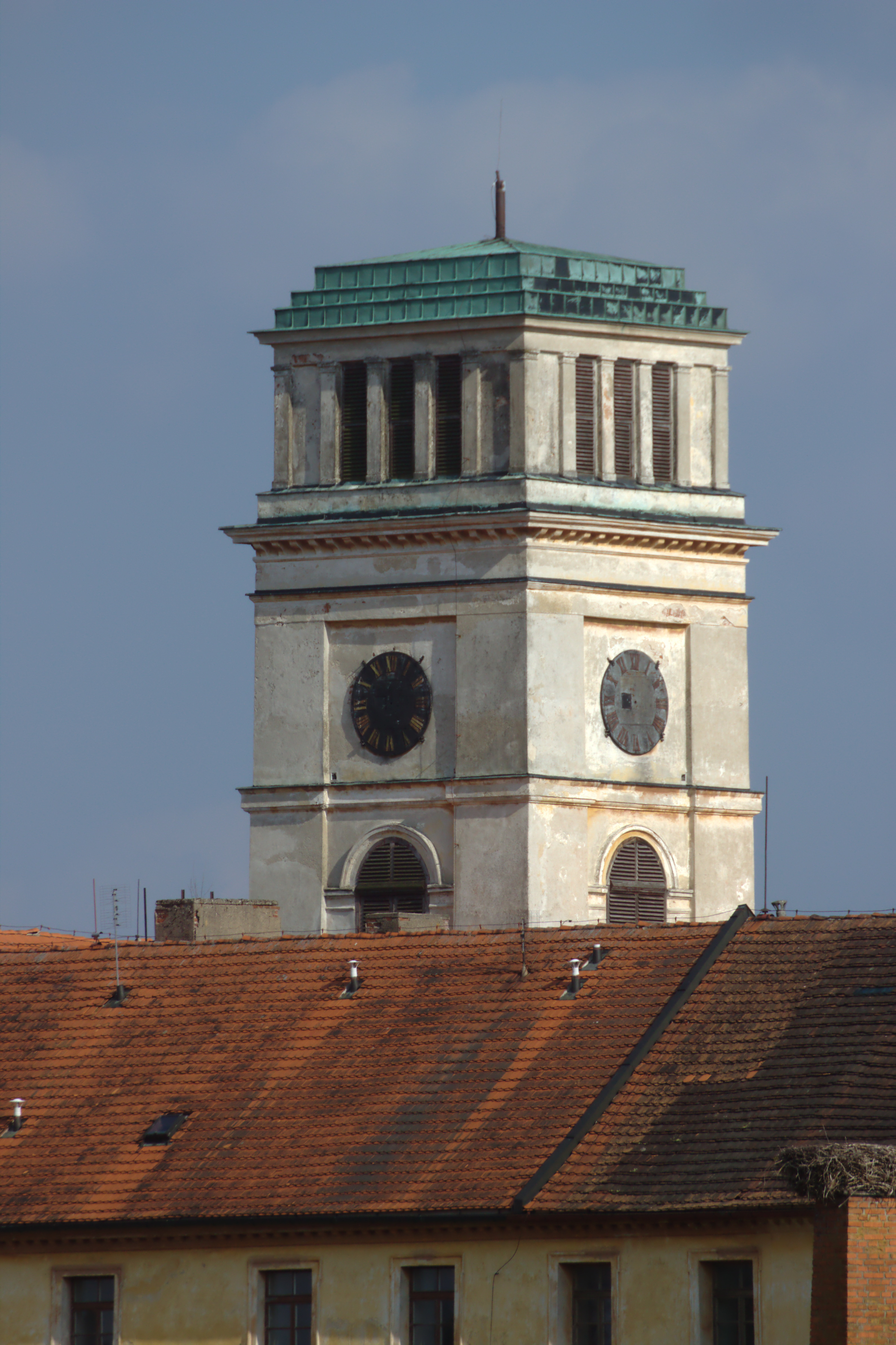
Zámecká věž

Původní tvrz v Nalžovech vznikla pravděpodobně již v polovině 15. století. Na počátku třicetileté války, roku 1618 nebo 1619 byly Nalžovy i s tvrzí vydrancovány protihabsburskými uherskými vojsky. Tvrz byla přitom zřejmě značně poškozena. Tehdejší majitel panství Bedřich Švihovský z Rýzmberka následně nechal jižně od stávající tvrze vystavět nový renesanční čtyřkřídlý zámek s uzavřeným dvorem, hlavní věží nad východním průčelí, věžemi („rundely“) ve třech rozích a kaplí. Zámek je poprvé připomínán k roku 1630. Původní tvrz byla adaptována na obydlí panských úředníků, kolem vznikl hospodářský dvůr a pivovar. Roku 1718 koupila nalžovské panství hrabata z Pöttingu. Nové majitelé nechali v první polovině 18. století zámek upravit v barokním stylu, stavební dispozice se však příliš nezměnila. Úpravy byly dokončeny pravděpodobně v červenci 1744, kdy došlo ke znovuvysvěcení zámecké kaple svatého Václava. Tvrz („starý zámek“) pravděpodobně v této době zanikl a byl nahrazen budovou sýpky. Barokní úpravy se dotkly i okolního parku a zahrad.
Roku 1769 koupila panství Nalžovy hrabata Taaffe, původem irský rod, působící v císařských službách. Za Ludvíka Taaffeho (1791–1855) proběhla poslední přestavba zámku v empírovém a novorenesančním stylu, zahájená roku 1840. Jejím tvůrcem byl ditrichštejnský dvorní architekt Heinrich Koch. V rámci přestavby byla doplněna čtvrtá věž na jihovýchodní nároží zámku a upravena střecha velké věže nad východním průčelí. Další práce se týkaly úprav interiérů a sjednocení fasád. Tím byly prakticky setřeny rysy předchozí barokní přestavby. Mimo samotný zámek došlo k přístavbě budovy koníren, uzavírající dolní stranu hospodářského dvora, stodoly navazující na objekt sýpky, nové kočárovny, a dále souboru pivovarských sklepů pod novými konírnami, využívajících starších renesančních sklepů. V rámci přestavby zámku byla původní barokní zahrada upravena na krajinářský park, s osázením exotickými druhy dřevin. Současně s přestavbou zámku nechal Ludvík Taaffe na vrchu Prašivec, severovýchodně od městečka, vybudovat umělou zříceninu podle vzoru irského rodového sídla Ballymotte.
Roku 1873 zdědil majetek Eduard hrabě Taaffe, politik a budoucí ministerský předseda Předlitavska. Po svém odchodu z politiky přesídlil na zámek a zde také koncem listopadu 1895 zemřel.
Velkostatek Nalžovy u obce Stříbrné Hory byl šlechtitelským střediskem a disponoval kolem 2 000 ha orné půdy. Ve šlechtitelském středisku se nalézaly školky, na nichž se provádělo šlechtění, zkušební pole a laboratoře, z technického zařízení pak moderní zařízení na čištění obilí podle váhy. Nalžovské podniky se zabývaly zušlechťováním horských plodin, žita, ovsa, brambor a hrachu a platily za nejvýše a nejnepříznivěji položenou šlechtitelskou stanicí v Československu.
Během pozemkové reformy po vzniku Československé republiky byl ze záboru velkostatku Nalžovy vydělen zbytkový statek Přebořice o 28 ha za přídělovou cenu 92 000 korun a zbytkový statek Tedražice o rozloze 67 ha za přídělovou cenu 240 000 korun. Následkem pozemkové reformy začal velkostatek hospodářsky upadat.
V roce 1929 postihl zámek požár. Roku 1934, během držení Edwarda Karla Richarda Taaffeho, byla na zadlužený statek uvalena nucená správa. Po neúspěšných pokusech o obnovu hospodářství Edward roku 1937 prodal velkostatek Nalžovy, spolu s dvory Sedlečko a Krutěnice, bratrům Františkovi a Karlovi Müllerovým. Ti majetek drželi do roku 1945, kdy jim byl zabaven státem. Později v zámku byla umístěna základní škola. V roce 1975 podstoupil zámek opravy. Roku 1993 byl nalžovský zámek navrácen dědicům Karla Müllera. Od nich pak roku 2008 koupila zámek s hospodářskými budovami, parkem a zemědělskými pozemky společnost Lamela Electric. Záměrem společnosti bylo vybudovat v zámeckém areálu lázeňsko–rehabilitační centrum. Od roku 2020 je zámek ve vlastnictví rodiny De Bären, skrze rodinnou společnost Zámek Ellischau, která zakoupila zámek v rámci insolvenčního řízení se společností Lamela Electric. Zámek je veřejnosti nepřístupný.[chybí lepší zdroj]

## Popis
Zámek je čtyřkřídlá dvoupatrová stavba na půdorysu nepravidelného čtyřúhelníka, s hlavním průčelím obráceným k východu. Na vnějších nárožích se nacházejí polygonální věžice. V ose hlavního průčelí vyrůstá větší věž hranolového půdorysu. Z jižního křídla předstupuje polygonálně zakončená kaple svatého Václava. Místnosti v přízemí jsou opatřeny valenými klenbami, místnosti vyšších pater mají stropy ploché. Severně od zámku stojí budovy sýpky, konírny a kočárovny. Severozápadně od zámku se nachází podlouhlá budova bývalého pivovaru. Jižně od zámku se rozprostírá přírodně krajinářský park.